# Kapelle Hl. Benedikt (Schwarzenberg)

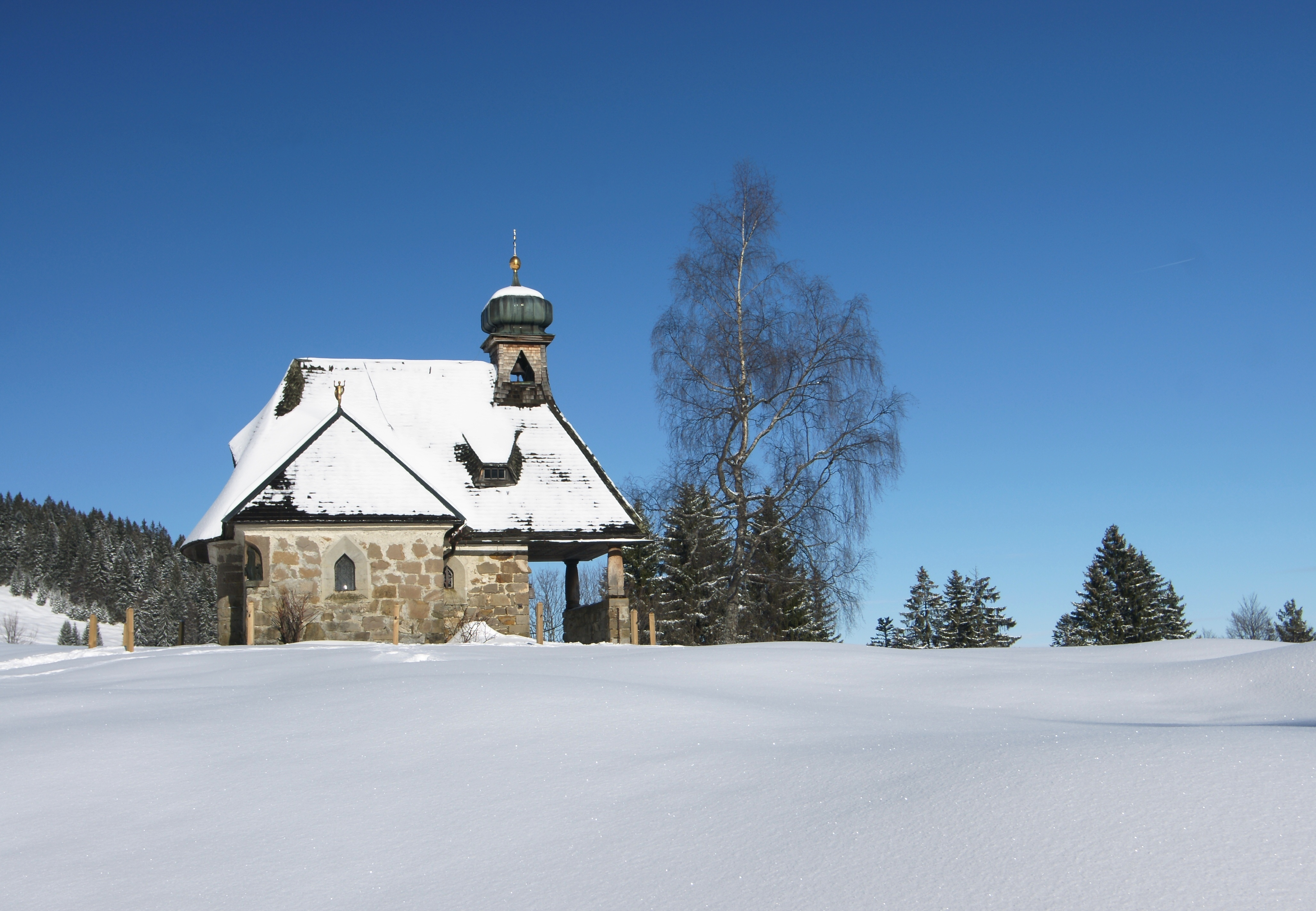
Kapelle Hl. Benedikt (2010)

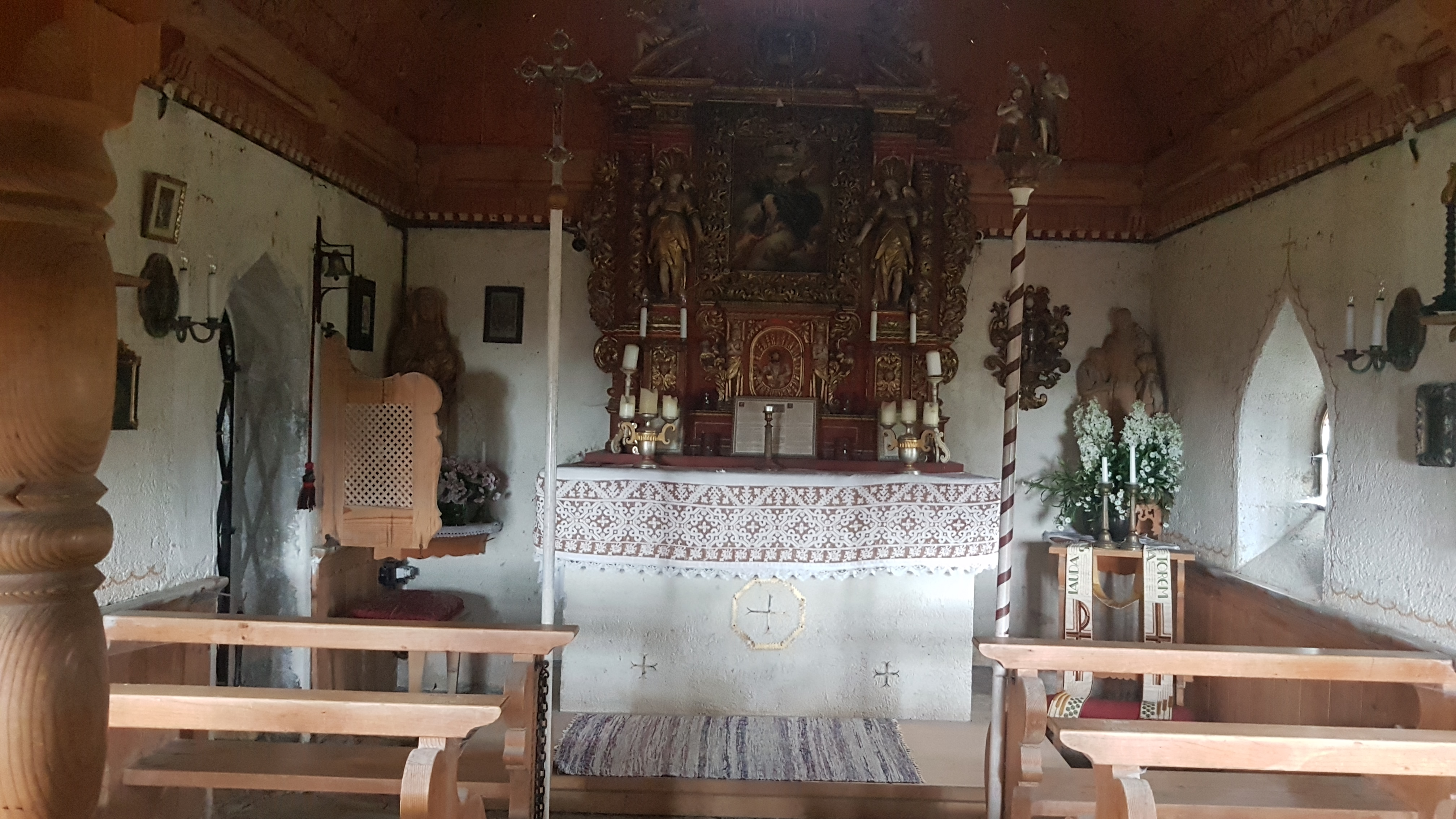
Innenraum, Blick zum Altar

Die Kapelle Hl. Benedikt (auch: Benediktkapelle) in der Gemeinde Schwarzenberg ist eine dem heiligen Benedikt geweihte Kapelle in Vorarlberg.
Die Kapelle wurde von Theodor und Maria Hämmerle aus Dornbirn gestiftet und in den Jahren 1921–1922 nach dem Plan von Fritz Fuchsenberger erbaut und am 30. August 1922 eingeweiht.

## Gebäude
Die Kapelle liegt auf etwa 1200 m Seehöhe, am Weg vom Bödele zur Lustenauer Hütte, Bregenzer Hütte und der Alpe Hochälpele.
Die Kapelle ist ein Rechteckbau mit rundbogig leicht vorgezogenem Chor unter gemeinsamem Walmdach, über der Vorhalle befindet sich ein Zwiebelturm. Südlich ist eine niedrige Sakristei angebaut. Das Innere ist mit spitzbogiger Holztonne gewölbt. Der Barockaltar stammt aus Friaul und ist mit Akanthusdekor und einem Gemälde der Hl. Maria im Himmel, flankiert von zwei Engelfiguren, verziert. Das Gemälde stammt aus der Zeit um 1700. Im Giebelrelief ist das Abendmahl dargestellt, an der Tabernakeltür Christus und zwei Engelhermen. Die Figur rechts stellt den Hl. Benedikt dar und stammt aus dem 20. Jahrhundert. In der Sakristei befindet sich ein Gemälde, das die Krönung Mariens darstellt. Es ist mit „Balthasar Wln Burger zuo Lydingen und Sybilla Straubin sein eheliche Hausfrauw. 1614“ bezeichnet.
Die Kapelle ist normalerweise verschlossen.

## Nachweise
1. ↑  Beilage: Blickpunkt.Bregenzerwald zu den Vorarlberger Nachrichten vom 24. Juni 2022, S. 4.

Koordinaten: 47° 23′ 57,1″ N, 9° 49′ 13,3″ O